# Cúc Vũ
Cúc Vũ (tiếng Trung: 鞠武; bính âm: Ju Wu; ? - ?) là mưu sĩ nước Yên thời Chiến Quốc trong lịch sử Trung Quốc.

## Thân thế
Theo Cao An Cúc thị gia phả, Cúc Vũ là hậu duệ của công tử Thăng nước Yên. Công tử Thăng là con trưởng của Yên Dịch vương, nhưng lại là con thứ. Năm 320 TCN, Dịch vương mất, công tử Thăng tranh ngôi với công tử Khoái thất bại, bỏ sang Liêu Đông, đổi sang họ Cúc. Cúc Vũ là chắt của Cúc Thăng (鞠升), giữ chức thái phó, làm thầy của thái tử Đan, con trai Yên vương Hỉ.

## Cuộc đời
Năm 232 TCN, thái tử Đan làm con tin ở Tần bỏ trốn về Yên. Bấy giờ, quân Tần đóng gần sông Dịch, uy hiếp đến Yên. Thái tử Đan biết nước Tần hùng mạnh, lại hận Tần vương Chính đối xử với mình không tốt, liền hỏi kế Cúc Vũ. Vũ nói:
Đất Tần trải khắp thiên hạ, uy hiếp các nước Hàn, Ngụy, Triệu; bắc có Cam Tuyền, Cốc Khẩu hiểm yếu, nam có sông Kinh, sông Vị màu mỡ, có nguồn lợi từ Ba, Hán; phải có núi cao Lũng, Thục, trái có đất hiểm Quan, Hào. Dân đông mà kẻ sĩ mạnh, quân giới có thừa. Nếu nước họ mà ra quân, thì nam Trường Thành, bắc sông Dịch, không biết sẽ ra sao! Sao chỉ vì nỗi oán của ngài mà chạm vào vảy ngược của họ?
Thái tử hỏi: Giờ phải làm sao? Vũ đáp: Phải suy tính thật kỹ.
Năm 228 TCN, tướng Tần là Phàn Ô Kỳ đắc tội vua Tần, bỏ sang Yên, được thái tử thu lưu. Cúc Vũ phản đối, chỉ ra nước Yên nhỏ yếu, đề ra kế hoạch hợp tung, liên kết với các nước Triệu, Ngụy, Sở, Tề, lại mượn quân Hung Nô, tạo thành đồng minh mới có thể thành công:
Không được. Vua Tần hùng bạo mà lại giận Yên, chỉ thế đã đủ lo sợ. Huống chi lại nghe tin Phàn tướng quân ở nơi này? Đây là "ném thịt ra chỗ hổ đói" vậy, mối họa này không thể cứu được! Dù có Quản, Yến cũng không thể ra mưu. Xin thái tử đưa Phàn tướng quân đến Hung Nô để diệt khẩu. Lại ở phía tây ước định Tam Tấn, phía nam liên kết Tề, Sở, phía bắc giao hảo thiền vu, mới có thể tính đến chuyện về sau.
Thái tử Đan bác bỏ:
Kế của thái phó mất nhiều thời gian. Lòng ta lo lắng, sợ không giờ được giây lát. Lại nói, Phàn tướng quân cùng khốn giữa thiên hạ, gửi thân cho Đan, Đan chung quy không thể vì nước Tần mạnh mà bỏ rơi người bạn đáng thương. An trí ông ấy sang Hung Nô, thì mạng Đan chết mất. Mong thái phó nghĩ cách khác.
Cúc Vũ can:
Làm việc nguy để cầu được yên, gây họa mà cầu phúc, kể cạn mà oán sâu, liên kết với một người, không màng tới cái hại lớn cho nước nhà, đây gọi là "thêm oán mà gieo họa" vậy. Chẳng khác nào lấy lông hồng đốt trên lò than, nhất định chẳng còn gì. Lấy nước Tần tàn bạo, trút cơn oán giận, chẳng biết sẽ ra sao!
Biết thái tử không nghe, Cúc Vũ tiến cử du hiệp Điền Quang cho thái tử:
Nước Yên có Điền Quang tiên sinh, làm người trí sâu mà dũng cảm thâm trầm, có thể bàn mưu với ông ta.
Cúc Vũ dẫn Điền Quang đến gặp thái tử. Điền Quang lại tiến cử Kinh Kha, cùng thái tử hợp mưu hành thích Tần vương Chính. Năm 227 TCN, thái tử Đan lấy đầu của Phàn Ô Kỳ, giao cho Kinh Kha cùng Tần Vũ Dương đến Tần. Cuộc hành thích thất bại, Tần vương Chính giận dữ, phái Vương Tiễn, Mông Vũ đánh Yên, chiếm Kế Đô. Yên vương Hỉ giết thái tử Đan, dâng thủ cấp cho quân Tần cầu hòa. Đến năm 222 TCN, nước Yên diệt vong. Không rõ kết cục của Cúc Vũ.

## Nhận xét
Tô Triệt thời Tống khi luận về nước Yên đã than rằng: Thái tử Đan không nghe Cúc Vũ mà dùng Điền Quang, muốn dùng một cây chủy thủ hủy Tần. Dù cho Kinh Kha có thể hại được vua Tần, cũng đâu thể cứu được việc Tần diệt Yên?

## Trong văn hóa
Trong tiểu thuyết Đông Chu liệt quốc chí, Cúc Vũ xuất hiện ở hồi 106, là thái phó, thầy của thái tử Đan giống như trong lịch sử. Vì là tác phẩm của thời sau, nên đoạn đối thoại của Cúc Vũ với thái tử Đan có chút khác biệt so với trong Sử ký.